# UTair Express
UTair Express (En ruso: ЮТэйр-Экспресс) es una futura aerolínea regional rusa que será propiedad de UTair Aviation. Se ha previsto que UTair Express sea una nueva división regional y que sea el reemplazo de Komiinteravia, otra compañía filial de UTair. 

## Historia
Komiinteravia se fundó en marzo de 1996 y comenzó operaciones en julio de 1997. En 2004, UTair Aviation adquirió un 70% de las acciones de la aerolínea. 
UTair tiene la intención de fundar una nueva división regional teniendo como base a Komiinteravia, que funcionaria como UTair Express utilizando aviones Antonov An-24 y ATR-42-300 como sus principales aeronaves. Se está planeando sustituir la flota de An-24 de Komiinteravia con ATR-42 en los próximos años, antes de la transformaciaon a UTair Express.
En 2006, UTair Aviation publicó un plan de transformación de Komiinteravia, en el cual la mayoría de sus An-24 serían sustituidos por aviones ATR-42 y ATR-72. A pesar de esto, no se tiene planeado sustituir los Tupolev Tu-134 a corto y medio plazo, ya que estos cumplen con todas las necesidades de la compañía, además de que UTair posee el mayor centro de mantenimiento de estos aviones en toda Rusia, estando equipado con instalaciones adecuadas para este mantenimiento y con mecánicos entrenados por la misma compañía Tupolev.

## Flota
| Aeronave          | Operativos | Ordenados | Asientos | Notas |
| ----------------- | ---------- | --------- | -------- | ----- |
| ATR 42-300        | 14         | —         | 46       |       |
| ATR 72            | 3          | —         | 68       |       |
| ATR 72-500        | 8          | 13        | 70       |       |
| Bombardier CRJ200 | 15         | —         | 50       |       |
| Tupolev Tu-134    | 28         | —         | 68-76    |       |